# Bomaanslag in Aldershot op 22 februari 1972
Bij de bomaanslag in Aldershot van 22 februari 1972 vielen 7 doden en 19 gewonden toen het hoofdkwartier van de 16th Parachute Brigade van het Britse leger getroffen werd door een autobom, daar geplaatst door de Official Irish Republican Army. De aanslag was een vergeldingsactie voor Bloody Sunday, waar de 16th Parachute Brigade bij betrokken was. Zes burgers in dienst van het Britse leger en een kapelaan, ook in dienst van het leger, kwamen om het leven. Het was de eerste en grootste aanslag van de Official Irish Republican Army in Groot-Brittannië.

## De aanslag
Leden van de Official Irish Republican Army plaatsten een lichtblauwe Ford Cortina, met daarin een 127 kilogram wegende bom, voor de officierskantine. De bom ontplofte om 12:40 's middags, lokale tijd. Verschillende delen van het gebouw werden door de explosie verwoest. De beoogde doelwitten, de soldaten van de 16th Parachute Brigade, waren niet in het gebouw aanwezig, doordat ze in het buitenland gestationeerd waren. Daarnaast waren de stafleden veelal in hun kantoren aan het werk, waardoor er weinig personen in de kantine aanwezig waren.

## Nasleep
De aanslag leidde tot veel verontwaardiging, en was een PR-ramp voor de Official IRA. De steun die de Official IRA had van veel gewone Ieren, verdampte. Noel Jenkinson werd in oktober 1972 schuldig bevonden aan de moorden en veroordeeld tot een levenslange gevangenisstraf, met een minimum van 30 jaar. Hij overleed in 1976 aan een hartaanval.